# Walter Pilger

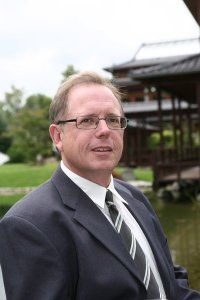
Walter Pilger

Walter Lothar Pilger (* 17. Dezember 1955 in Essen) ist ein deutscher Politiker (SPD) und war von 2004 bis 2009 Abgeordneter im  Thüringer Landtag. 

## Ausbildung und Beruf
Walter Pilger absolvierte nach dem Besuch der Gemeinschaftsvolksschule Kalthof und der metallgewerblichen Berufsfachschule in Schwerte von 1974 bis 1976 eine Ausbildung zum Verwaltungsangestellten bei der Stadt Gelsenkirchen, anschließend arbeitete er dort als Verwaltungspraktikant. Zwischen 1978 und 1981 besuchte er die Fachhochschule für öffentliche Verwaltung in Gelsenkirchen und schloss diese mit dem Diplom zum Verwaltungswirt ab.
Er ist verheiratet und lebt in Körner (Thüringen).

## Politik
Seit Oktober 1973 ist Walter Pilger Mitglied der SPD und dort Vorsitzender des Kreisverbandes Unstrut-Hainich sowie dessen Vertreter im Landesparteirat.
Walter Pilger war seit dem 29. Juni 2004 Abgeordneter im Thüringer Landtag und dort Fachsprecher für Sozial- und Arbeitsmarktpolitik. Bei der Landtagswahl in Thüringen 2004 trat Pilger für den Wahlkreis Unstrut-Hainich-Kreis I als Direktkandidat an, unterlag jedoch Thomas Kretschmer, dem Kandidaten der CDU, und dem PDS-Bewerber Jörg Kubitzki, zog jedoch über die Landesliste in den Landtag ein. 
Pilger war Mitglied der Enquetekommission "Wahrung der Würde des Menschen in Grenzsituationen" für die SPD-Landtagsfraktion. Zuletzt war er Mitglied im Ausschuss für Wirtschaft, Technologie und Arbeit sowie stellvertretendes Mitglied im Haushalts- und Finanzausschuss.
Bei der Landtagswahl 2009 kandidierte er nicht auf der SPD-Landesliste. Um ein Direktmandat bewarb er sich diesmal im Wahlkreis Unstrut-Hainich-Kreis II, wo er aber hinter Annette Lehmann und Benno Lemke abermals nur den dritten Platz belegte und daher nicht wieder in den Landtag einziehen konnte.
Neben seiner parteipolitischen Arbeit ist er Mitglied der Gewerkschaft ver.di und aktiver Gewerkschafter seit 1974.
Walter Pilger ist nun als Fachdienstleiter des Fachdienst Familie & Jugend im Landratsamt Unstrut-Hainich tätig.